# Kënga Magjike 2000
Kënga Magjike 2 hölls hösten 2000 i Pallati i Kongreseve i Tirana, Albaniens huvudstad. Tävlingen leddes av Ardit Gjebrea. Juryns ordförande var den legendariska sångerskan Nexhmije Pagarusha. Pagarusha framträdde även i en duett med Gjebrea i tävlingen. Sångerskan Justina Aliaj, som bland annat deltog i Festivali i Këngës 11, stod för ett gästframträdande i tävlingen. Tävlingen sändes likt året dessförinnan på Radio Televizioni Shqiptar. Vann tävlingen gjorde systrarna Eranda Libohova och Irma Libohova med låten "Një mijë ëndrra".

## Deltagare
Totalt deltog 33 artister i tävlingen som vanns av systrarna Libohova.
- Eranda Libohova & Irma Libohova – "Një mijë ëndrra"
- Valbona Zhuleku – "Mall"